# قصر شرقی
قصر شرقی ، (به فرانسوی: Palais oriental) تلفظ فرانسوی: [pa.lɛ ɔ.ʁj.ɑ̃.tal] روسپی‌خانه‌ای در شهر رنس فرانسه که در کنار روسپی‌خانه یک دو دو و لو چابانه جزو لوکس‌ترین روسپی‌خانه‌های فرانسه  تا پیش از تعطیلی در سال ۱۹۴۶ می‌باشد . این روسپی‌خانه در پارک دولاپات‌توآ (به فرانسوی: Jardin de la Patte-d'Oie) شهر رنس قرار دارد . 

## پیشینه
کار ساخت قصر شرقی در سال ۱۹۲۴ آغاز شد و در ۱۵ آوریل ۱۹۲۵ به اتمام رسید . معماری قصر شرقی بر گرفته هنر کشورهای مشرق زمین به خصوص معماری اسلامی بود .  ورود به طبقه همکف روسپی‌خانه قصر شرقی برای عموم آزاد بود ، محلی برای لاس زدن با دختران و ۳۰ روسپی شاغل بود ، شراب شامپاین از مهم‌ترین مشروباتی بود که برای مشتریان در میخانه ۲۵ متری قصر شرقی ارائه می‌شد . یک راه پله مشتریان را به هفت سالن هدایت می‌کرد که هر کدام یک موضوع از تمدن شرق طراحی و تزیین شده بودند . پس از تصویب طرح مارتا ریچارد
در سال ۱۹۴۶ روسپی‌خانه قصر شرقی با صرف نظر از ارزش‌های هنری آن ،تخریب و تبدیل به یک گاراژ کردند .